# Fort bij Muiderberg

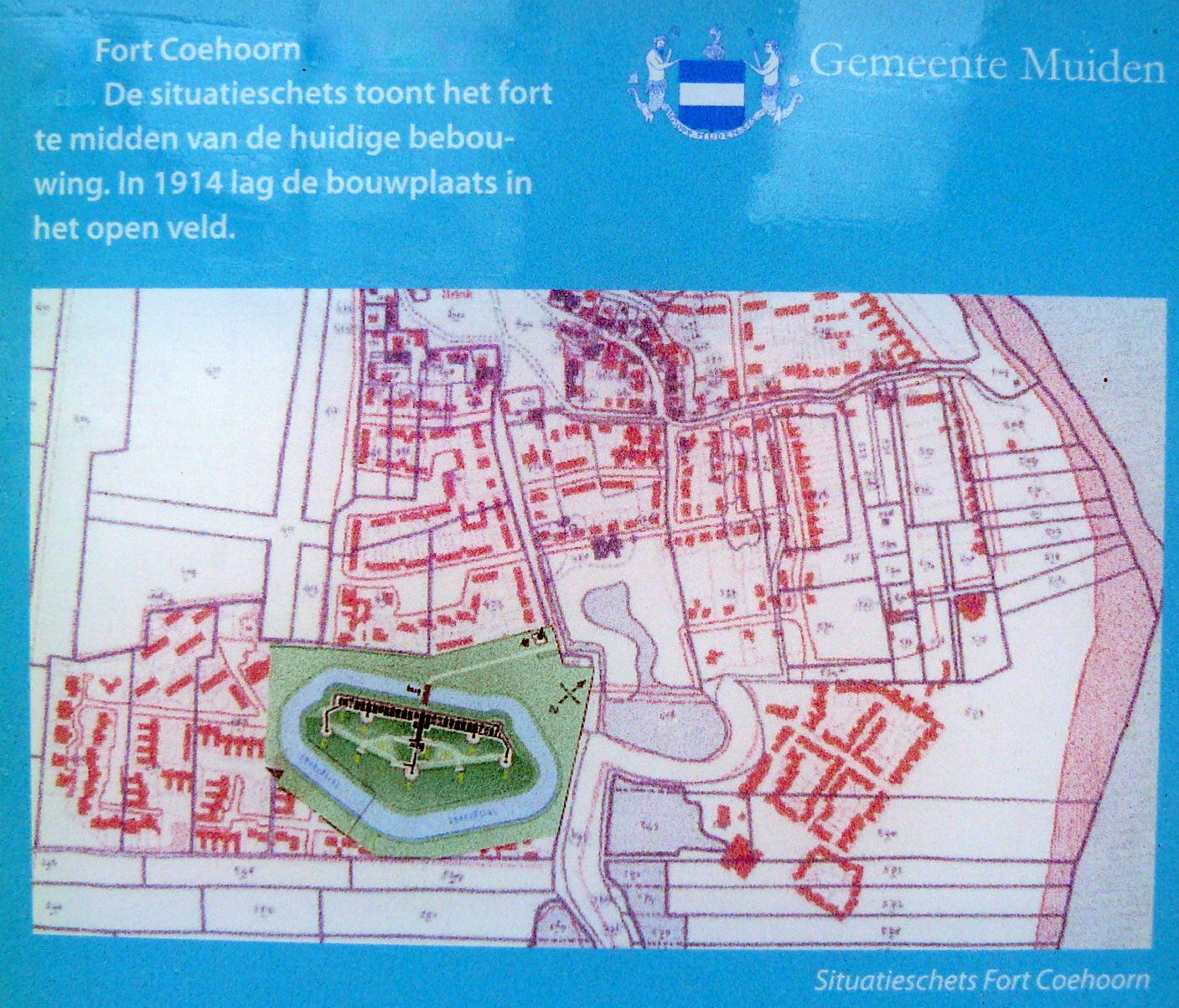
Kaart met, in het groen, de locatie van het fort

Het Fort bij Muiderberg of Fort Coehoorn is een nooit afgebouwd fort van de Stelling van Amsterdam in Muiden. De opdracht voor de bouw werd in 1910 gegeven. In juli 1914 werd met de bouw van de bomvrije gebouwen gestart, maar door het uitbreken van de Eerste Wereldoorlog kwamen de werkzaamheden snel stil te liggen. Alleen de fortwachterwoning is gereedgekomen en deze bestaat nog steeds. Het fortterrein ligt nu onder een woonwijk. De huidige Paulus Potterlaan ligt deels op de oude gracht rond het fort.

## Bouwplannen
In 1910 werd opdracht gegeven voor de bouw van een groot fort bij Muiderberg voor de vestingen Muiden en Weesp. Het fort had tot doel het belangrijkste toegangsweg naar Amsterdam langs de Zuiderzee af te sluiten, Muidenberg te verdedigen en het terrein tot aan Fort bij Uitermeer met geschut te bestrijken. De bouw van dit fort was aanzienlijk goedkoper dan aanpassingen aan de verouderde forten bij deze twee plaatsen. In 1912 lagen de bouwtekeningen klaar. In 1913 werd het directieverblijf, dat na de afronding van de bouw de bestemming van fortwachterswoning zou krijgen, gebouwd. In juli 1914 werd de bouwopdracht gegeven voor het fort zelf, zoals de bouw van de bomvrije gebouwen en geschutopstellingen. De kosten van het fort werden geraamd op 850.000 gulden, ruim het dubbele bedrag dat de andere forten van de Stelling gemiddeld hadden gekost.

### Zware bewapening
Voor de bouw van Fort Coehoorn zou gewapend beton worden gebruikt, alle andere forten van de Stelling van Amsterdam waren nog van ongewapend beton gemaakt. Het bouwplan voorzag in een groot fort met 29 vertrekken. De bewapening bestond uit 3 pantserkoepels met kanonnen. Het enige andere fort binnen de Stelling dat zo zwaar was bewapend was het Fort bij Velsen. Verder kreeg dit fort twee hefkoepels, aan de linker- en rechteruiteinde van het hoofdgebouw, die via poternes waren te bereiken.
Door het uitbreken van de Eerste Wereldoorlog werd weinig vooruitgang geboekt, alleen de fundering werd aangelegd. Besloten werd het werk niet af te maken omdat tijdens de oorlog de kwetsbaarheid van forten duidelijk was aangetoond. Op 14 november 1923 werd de bestemming van vestingwerk definitief verwijderd.

## Ambonezen
Begin jaren vijftig werd het fortterrein gebruikt voor de huisvesting van Ambonezen. Molukse beroepsmilitairen in de Koninklijk Nederlandsch-Indisch Leger (KNIL) werden na de onafhankelijkheid van Indonesië gezien als handlangers van de voormalige Nederlandse kolonisator. Ze kregen een aanbod om deel uit te gaan maken van het nationale Indonesische leger, maar vele verkozen naar Nederland te komen. Het fortterrein werd gebruikt om ze tijdelijk op te vangen en er was capaciteit voor 30 gezinnen.